# I Wanted Wings
I Wanted Wings (deutsch Ich wollte Flügel) ist ein US-amerikanisches Filmdrama aus dem Jahr 1941, bei dem Mitchell Leisen Regie führte. In den Hauptrollen dreier schon vom Hintergrund her sehr unterschiedlicher Männer, die zu Freunden werden, sind Ray Milland, William Holden und Wayne Morris zu sehen. Tragende Rollen sind mit Brian Donlevy, Constance Moore und Veronica Lake besetzt.
Das Drehbuch basiert auf einer Vorlage von Lieutenant Beirne Lay junior. Das gleichnamige Buch wurde 1937 in New York erstmals veröffentlicht. Es geht außerdem zurück auf die Kurzgeschichte Axis of Attack: 30 Degrees von Captain John H. Fite.

## Handlung
Wir schreiben das Jahr 1940, kurz vor Eintritt der Vereinigten Staaten in den Zweiten Weltkrieg. Während ihrer Ausbildung bei der United States Army Air Forces zum Piloten lernen sich die Rekruten Jeff Young, ein reicher Erbe und Playboy, Al Ludlow, ein Automechaniker, und Tom Cassidy, ein College-Student und Sport-Ass, kennen.
Nach einer simulierten Luftangriff-Übung, an der achtzehn Boeing-B-17-Flying-Fortress-Bomber des US Army Air Corps beteiligt sind, fliegt eines der Flugzeuge durch die Wüste zurück zur Basis und stürzt ab. Seltsamerweise wird in dem Wrack die Leiche einer Frau gefunden. Der Pilot, Leutnant Jefferson Young III, wird beschuldigt, unerlaubterweise eine zivile Person an Bord gehabt zu haben, und wegen Ungehorsams vors Kriegsgericht gestellt. Dort rollt man den militärischen Hintergrund und Youngs persönliche Geschichte auf.
Jeff ist der Sohn eines wohlhabenden Geschäftsmannes aus Long Island. Er tritt dem US Army Air Corps bei. Bei seiner Grundausbildung in Texas macht er Bekanntschaft mit dem ehemaligen Fußballhelden Tom Cassidy und dem Automechaniker Al Ludlow. Jeff und Al werden schnell enge Freunde, die sich während ihrer Ausbildung gegenseitig unterstützen. Als Jeff die junge Nachtclubsängerin Sally Vaughn trifft, weiß er nicht, dass sie eine Liebschaft mit Al verbunden hat. Jeff befindet sich zu der Zeit in einer Beziehung mit der Fotografin Carolyn Bartlett, trotzdem rechnet Sally sich eine Chance aus, dem Millionenerben näherzukommen. Die Gelegenheit dazu ergibt sich alsbald. Nach einem Crash, bei dem ein Freund Jeffs starb, weil dieser ihn nicht rechtzeitig aus dem brennenden Wrack ziehen konnte, trinkt Jeff häufiger mehr Alkohol, als ihm gut tut. Da Carolyn berufsbedingt nicht in der Stadt weilt, schafft Sally es, Jeff zu sich nach Hause zu lotsen. Al setzt dem Treffen jedoch ein vorzeitiges Ende.
Und wieder passiert etwas, während Jeff auf einem anderen Flugplatz trainiert, stirbt Tom, als er bei einem Flugzeugabsturz einen waghalsigen Stunt durchführt. Al, der die Verantwortung für die Truppe trägt, nimmt die Schuld für das, was passiert ist, auf sich, was zu seiner Entlassung führt. Seine Chance, Pilot zu werden, ist damit gleich null, sein Lebenstraum zerplatzt.
Jeff trifft sich erzwungenermaßen weiterhin mit Sally, die ihn unter Druck gesetzt und gedroht hat, seinen Ruf zu zerstören und seine militärische Laufbahn zu ruinieren, außerdem behauptet sie, „in Schwierigkeiten“ von ihm zu sein. Al jedoch will Jeffs Karriere retten und heiratet Sally, auch, weil er sie immer noch liebt. Als Carolyn von Jeffs Betrug erfährt, verlässt sie ihn. Nach sechs Monaten gesteht Sally Al, dass sie gar nicht schwanger ist und er antwortet ihr, dass er das von Anfang an gewusst habe. Sally ist darüber so erbost, dass sie glaubt, er habe sie sowieso nie geliebt und verlässt Al.
Als Jeff sich eines Tages in der Luft befindet, um für den Ernstfall zu trainieren, trifft er auf Al, der wieder angeworben wurde, und nun Chef eines B-17-Bombers ist. Capt. Mercer, stets ein Mentor von Al und Jeff, setzt sich für Al ein und so bekommt dieser erneut die Chance, als Offiziersanwärter zum Piloten aufsteigen zu können. Urplötzlich taucht Sally wieder auf und bettelt Al um Hilfe an und behauptet, wegen Mordes gesucht zu werden. Al gibt ihr Geld, damit sie verschwinden kann und geht. Noch bevor Sally den Hangar verlassen kann, betreten Air-Corps-Offiziere, unter ihnen Al, Jeff und Mercer, das Gebäude. Sally versteckt sich in der Ladebucht des Bombers vor ihnen. Dann jedoch starten die drei ausgerechnet das Flugzeug, in dem sich Sally immer noch befindet, ohne dass die Männer davon die geringste Ahnung haben. Als Mercer Jeff anweist einen neuen Satz von Notraketen zu testen und Al diese holen will, entdeckt er Sally. Es kommt zu einem Disput zwischen beiden, wobei versehentlich eine Fackel gezündet wird. Bevor sie diese noch fallen lassen können, wird Mercer durch sie verletzt und fällt brennend aus dem Flugzeug. Al springt ihm mit einem Fallschirm nach und kann ihn retten. Jeff gelingt es, die Maschine in der dunklen Wüste zu landen, um beide wieder aufzunehmen. Da Mercer medizinische Hilfe braucht, versucht Jeff trotz tiefer Dunkelheit abzuheben, wobei die Maschine abstürzt und Sally ums Leben kommt.
Al wird vorm Kriegsgericht in den Zeugenstand gerufen und enthüllt die ganze Geschichte. Jeff wird daraufhin von allen Vorwürfen freigesprochen und findet auch wieder mit Carolyn zusammen. Al wird als Offiziersanwärter und Bomberpilot wieder ins Trainingsprogramm aufgenommen. Und auch Mercer erholt sich vollständig.

## Produktion

### Produktionsnotizen
Die Dreharbeiten begannen im Sommer 1940 auf der Randolph Air Force Base in der Nähe von San Antonio in Texas. Die Hauptdrehzeit erstreckte sich über den Zeitraum 26. August bis 19. Dezember 1940. Das United States Army Corps stellte 1.160 Flugzeuge, 1.050 Kadetten, 540 Offiziere und Ausbilder und 2.543 Mannschaftsmitglieder für den Film zur Verfügung. Vorpremiere hatte der Film dann auch auf der Randolph Air Force Base. Paramount stellte zusätzlich 130 Akteure und Techniker zur Verfügung. Besetzung und Crew wurden mit mehr als 200 Flugschülern in der Grundausbildung gemischt. Stuntpilot und Luftkoordinator Paul Mantz filmte die Lockheed 9 Orion mit sechs verschiedenen Kamerapositionen. Regisseur Arthur Rosson wirkte unterstützend an den Luftaufnahmen mit. Eine früh fotografierte Serie, die die Boeing B-17 zeigt, wurde auch in der letzten Filmsequenz verwendet. Zudem wurde zusätzliches Material in den Paramount Studios in Hollywood gedreht, wo ein für 40.000 Dollar nachgebauter Innenraum der Maschine zur Verfügung stand, um die dort spielenden Filmhöhepunkte aufzuzeichnen. Elmer Dyer war als Kameramann für die Aufnahmen in der Luft mit dabei.
Das Budget des Films betrug zwischen 1.050.000 und 1.262.455 US-Dollar.
Im Vorspann zum Film wird der United States Army Air Forces gedankt mit Hinweis darauf, dass der Film tatsächlich in der Randolph Air Force Base gedreht worden sei. Dann erscheint eine Widmung, die der Menschen gedenkt, die eventuell bald in den Krieg ziehen müssen, um die Freiheit der Nation zu verteidigen. Randolph Field und Kelly Field waren US-Air-Force-Basen, wobei Randolph Field der Ort für die Basisausbildung von Kadetten war und Kelly Field eine erweiterte Flugschule bildete. March Field in Riverside wurde auch als Heimat der Boeing B-17 Flying Fortress bekannt.

### Hintergrund
I Wanted Wings wurde realisiert, als die USA noch neutral und nicht in den Zweiten Weltkrieg eingetreten waren, und war der erste Film, der die damals noch wenig bekannte United States Army Air Forces vorstellte.
Laut Hollywood Reporter war Theodore Reed für die Regie vorgesehen, der jedoch nach der Vorproduktion zurücktrat, woraufhin Mitchell Leisen für ihn einsprang. Zeitgenössische Quellen sagten nichts Genaues darüber aus, warum Reed sich zurückzog, spätere Quellen sprachen davon, dass seine Umsetzung des Stoffes den Paramount-Führungskräften nicht zusagte. Leisen äußerte später, dass das bereits von Reed gedrehte Material vernichtet worden sei und er ganz von vorn begonnen habe. Leisen war ursprünglich für die Regie von New York Town vorgesehen, diese Aufgabe übernahm dann Charles Vidor. Eigentlich hätte Rita Hayworth die Rolle der Sally spielen sollen, Columbia Pictures verweigerte jedoch die Zustimmung, auch weil man diese Rolle dort für nicht geeignet für die Hayworth empfand. Lana Turner und Susan Hayward waren ebenfalls für Hauptrollen im Gespräch, ebenso wie Patricia Morison. Alan Hale junior und Renny McEvoy, der Sohn des Komikers J.P. Mc Evoy, hatten ihr Debüt in diesem Film.
Richard Maibaum, der am Drehbuch beteiligt war, und vor allem für seine Drehbücher zu zahlreichen James-Bond-Filmen bekannt ist, war sehr stolz darauf, an diesem Film mitwirken zu dürfen. Es war der erste Film, der die amerikanische Öffentlichkeit auf die Bedeutung der Ausbildung von Piloten, die zur Verteidigung der Vereinigten Staaten im Falle eines Eintritts in den Krieg notwendig wären, aufmerksam machte.
Schwierigkeiten gab es mit der Zensurbehörde hinsichtlich der Andeutung, dass Sally und Jeff Sex miteinander hatten, da ja eine Schwangerschaft im Raum stand. Das durfte nur insoweit angedeutet werden, als sie von Schwierigkeiten gegenüber Jeff sprach, die sich ja später als gelogen herausstellten.

### Musik
Im Film werden folgende Titel gespielt:
- Born to Love, Text: Ned Washington, Musik: Victor Young
  - vorgetragen von Veronica Lake mit der Stimme von Martha Mears
- Spirit of the Air Corps von William J. Clinch (als Capt. William J. Clinch)

### Erstveröffentlichung
Der Film hatte in den USA am 26. März 1941 Premiere. In Australien lief er am 10. Juli 1941 an, in Mexiko am 25. Juli 1941, in Finnland am 11. Januar 1942, in Schweden am 15. Januar 1942, in Portugal am 14. August 1942, in Spanien (Madrid) am 13. August 1945 und in Dänemark am 1. November 1946. Veröffentlicht wurde er außerdem in Argentinien, Brasilien, Frankreich (Fernsehen), Griechenland und in Italien.

### Nachwirkung
Ray Milland und William Holden spielten ihre Rollen auch in einer Sendung von Lux-Radio-Theatre am 30. März 1942 gemeinsam mit Veronica Lake, die damit ihr Lux-Debüt gab.

## Kritik
Bosley Crowther von der New York Times stellte fest, dass Paramount den Geist und die Effizienz habe verbreiten wollen, wodurch Hunderte von begeisterten amerikanischen Jugendlichen eine Ausbildung anstrebten, um Fliegen zu lernen, um als Piloten dem Militär beizutreten und Teil der fliegenden Männer einer großen Nation zu sein. Der filmische Gruß, den die Army Air Corps den jungen Männern entrichte, die vielleicht bald dem Militär beitreten würden, sei ein überaus spannender Film und eine zuverlässige Inspiration für die Jugend des Landes.
Hollywood Reporter bejahte, dass der Film „Propaganda“ sei, aber auch „eine lebendige Herausforderung“. Sein Ziel sei es, den Menschen die Stärke und Tapferkeit Amerikas vor Augen zu führen, um Diktaturen, die unter dem Einfluss Einzelner erschauerten, zu bekämpfen. Veronica Lakes Debüt wurde als „glanzvoll“ bezeichnet, wohingegen in der New York Times zu lesen war, dass sie nicht viel mehr schaffe, als zu zeigen, dass sie Talent habe ausgeschnittene Kleider zu tragen.
Kino.de sprach von einem „überlange[n] Flieger-Drama mit melodramatischem Ende“. Weiter hieß es: „Aus heutiger Sicht interessanter sind die schauspielerischen Leistungen des angenehm zurückhaltenden, jungen William Holden sowie der Newcomerin Veronica Lake, die hier ihre erste größere Rolle hatte und als verführerische Nachtclubsängerin eine glänzende Figur abgibt.“

## Auszeichnung
Farciot Edouart, Gordon Jennings und Louis Mesenkop wurden auf der 14. Oscarverleihung 1942 mit dem Oscar in der Kategorie „Beste Spezialeffekte“ für ihre Leistung in diesem Film ausgezeichnet.